# Togo ai Giochi della XXXIII Olimpiade
Il Togo ha partecipato ai Giochi della XXXIII Olimpiade, svoltisi a Parigi dal 26 luglio all'11 agosto 2024, con una delegazione di 5 atleti, 2 uomini e 3 donne, in 4 discipline. Da quando la nazione ha fatto il suo debutto nel 1972, gli atleti togolesi hanno partecipato a ogni edizione dei Giochi olimpici estivi ad eccezione di due occasioni, ossia l'edizione del 1976 a Montréal e quella del 1980 a Mosca, a causa del boicottaggio africano e statunitense, rispettivamente.
Il portabandiera alla cerimonia di apertura è stato Akoko Komlanvi.

## Delegazione
| Sport            | Uomini | Donne | Totale |
| ---------------- | ------ | ----- | ------ |
| Atletica leggera | 0      | 1     | 1      |
| Canottaggio      | 0      | 1     | 1      |
| Nuoto            | 1      | 1     | 2      |
| Triathlon        | 1      | 0     | 1      |
| Totale           | 2      | 3     | 5      |

## Risultati

### Atletica leggera
| Q | Qualificato al turno successivo per la posizione in qualificazione                                                           |
| q | Qualificato per il turno successivo per ripescaggio o, negli eventi su campo, conquistando la misura minima per qualificarsi |

Eventi su pista e strada
| Atleta       | Evento          | Batterie preliminari | Batterie preliminari | Batteria        | Batteria        | Semifinale      | Semifinale      | Finale          | Finale          |
| Atleta       | Evento          | Risultato            | Posizione            | Risultato       | Posizione       | Risultato       | Posizione       | Risultato       | Posizione       |
| ------------ | --------------- | -------------------- | -------------------- | --------------- | --------------- | --------------- | --------------- | --------------- | --------------- |
| Naomi Akakpo | 100 m femminili | 12"34                | 5ª                   | non qualificata | non qualificata | non qualificata | non qualificata | non qualificata | non qualificata |

### Canottaggio
| FA   | Qualificato in finale A (per le medaglie)     |
| FB   | Qualificato in finale B (non per le medaglie) |
| FC   | Qualificato in finale C (non per le medaglie) |
| FD   | Qualificato in finale D (non per le medaglie) |
| FE   | Qualificato in finale E (non per le medaglie) |
| FF   | Qualificato in finale F (non per le medaglie) |
| SA/B | Semifinali A/B                                |
| SC/D | Semifinali C/D                                |
| SE/F | Semifinali E/F                                |
| QF   | Qualificato ai quarti di finale               |
| R    | Ripescaggio                                   |

| Atleta         | Evento            | Batteria | Batteria  | Ripescaggio | Ripescaggio | Semifinali | Semifinali | Finale  | Finale    |
| Atleta         | Evento            | Tempo    | Posizione | Tempo       | Posizione   | Tempo      | Posizione  | Tempo   | Posizione |
| -------------- | ----------------- | -------- | --------- | ----------- | ----------- | ---------- | ---------- | ------- | --------- |
| Akoko Komlanvi | Singolo femminile | 8'44"88  | 5ª R      | 9'43"11     | 5ª SE/F     | 9'16"28    | 4ª FF      | 8'46"73 | 32ª       |

### Nuoto
| Atleta       | Gara                        | Batterie | Batterie | Semifinali      | Semifinali      | Finale          | Finale          |
| Atleta       | Gara                        | Tempo    | Pos.     | Tempo           | Pos.            | Tempo           | Pos.            |
| ------------ | --------------------------- | -------- | -------- | --------------- | --------------- | --------------- | --------------- |
| Jordano Daou | 50 m stile libero maschili  | 26"56    | 58º      | non qualificato | non qualificato | non qualificato | non qualificato |
| Adèle Gaïtou | 50 m stile libero femminili | 32"50    | 72ª      | non qualificata | non qualificata | non qualificata | non qualificata |

## Triathlon
| Atleta       | Evento               | Nuoto  | T1       | Ciclismo | T2       | Corsa    | Totale   | Classifica |
| ------------ | -------------------- | ------ | -------- | -------- | -------- | -------- | -------- | ---------- |
| Eloi Adjavon | Individuale maschile | 25'43" | doppiato | doppiato | doppiato | doppiato | doppiato | doppiato   |